# Shinji Tsujio
Shinji Tsujio (født 23. december 1985) er en japansk fodboldspiller, som spiller for den japanske fodboldklub SC Sagamihara.